# Nindže kornjače (1990.)
Nindže kornjače (engleski Teenage Mutant Ninja Turtles) američka je fantastična komedija iz 1990 koju je režirao Steve Barron. To je prva igrana filmska adaptacija franšize Nindža kornjače koja je polučila dva izravna nastavka - Nindža kornjače II i III - te je razmjerno vjerna izvornom materijalu a bavi se postankom naslovnih junaka i njihovog sukoba sa zlikovcem Shredderom.
Scenaristi Langen i Herbeck su se više oslanjali na strip nego na dogodovštine junaka iz animirane serije. Nindže kornjače zaradile su 135,3 milijuna $ u američkim kinima te tako postale peti komercijalno najuspiješniji film godine te tada najuspiješniji nezavisno producirani film uopće.

## Sadržaj
New York. Građani žive u strahu i trepetu od porasta kriminala, kojeg predvodi tajnoviti 'klan stopala', sastavljen od maloljetnih otpadnika. Jedna od rijetkih koja se zalaže za istraživanje te kriminalne skupine je TV novinarka April O'Neil, iako njen šef Charles pokušava tu vruću temu izbjegavati. Shredder, vođa 'klana stopala', ju stoga odluči ušutkati. Usred noći, njegovi kriminalci ju napadnu na cesti, ali ju spašavaju nindže kornjače - Michelangelo, Donatello, Raphael i Leonardo - humanoidna bića nastala od mutirane tekućine, koje predvodi i trenira također mutirani štakor Splinter. Kada ju pripadnici 'klana stopala' ponovno napadnu, usred dana na stanici u podzemnoj željeznici, spašava ju Raphael i onesviještenu odvedi u svoje sklonište, usprkos protivljenju ostalih kornjača. April je isprva prestrašena, ali se s njima ubrzo sprijatelji. 
Međutim, članovi 'klana stopala' su pratili Raphaela te su u udsutnosti kornjača napali sklonište i oteli Splintera. Kornjače se potom sakriju u Aprilin stan, ali ih klan pronađe i napadne. Uz pomoć ljubitelja tučnjave, Caseyja Jonesa, kornjače bježe iz zapaljenog stana i sakriju se na nekoj udaljenoj farmi. Raphael, koji je teško pretučen, se budi iz kome. Nakon oporavka, kornjače se vraćaju s April i Caseyjom u New York. Charlesov sin Danny je također skrenuo s pravog puta i zalutao u 'klan stopala', no Casey ga uspijeva nagovoriti da oslobode Splintera i napuste to skupinu. Shredder odluči eliminirati kornjače, no u dvoboju izgubi protiv Splintera te padne sa zgrade. Kornjače slave a Casey i April se zbliže.

## Glumci
- Michelan Sisti - Michelangelo
- Leif Tilden - Donatello
- Josh Pais - Raphael
- David Forman - Leonardo
- Judith Hoag - April O'Neil
- Elias Koteas - Casey Jones
- Michael Turney - Danny Pennington
- Jay Patterson - Charles Pennington
- Raymond Serra - Policijski šef Sterns
- James Saito - The Shredder
- Toshishiro Obata - Tatsu
- Sam Rockwell - Glavni kriminalac

Sva četiri glumca koja tumače nindža kornjače se također pojavljuju u cameo nastupima bez kostima: Michelan Sisti (Michelangelo) je dostavljač pizze; Josh Pais (Raphael) je putnik u taksiju; Leif Tilden (Donatello) je glasnogovornik 'klana noga' koji se obrati April u podzemnoj željeznici; David Forman (Leonardo) je član kriminalne skupine u sceni u kojoj Casey Jones prebija Tatsua.

## Izbačeni kraj
U izvornom kraju, koji je i snimljen, ali naposljetku izbačen, April i Danny u jednoj zgradi pokušavaju nekom izdavaču stripova prodati ideju o nindžama kornjačama. Nakon nekog vremena, izdavač ih pogleda te kaže da je ideja jednostavno "prenategnuta", dok se četiri nindža kornjače vide u pozadini, iza njegovih leđa, kako stoje na prozoru te negoduju zbog toga što ih je nazvao "prenategnutim" plodom mašte.

## Nagrade
- dvije nominacije za nagradu Saturn - najbolji fantastični film, najbolji kostimi

## Kritike
| „               | Djeca su doista potencijalna publika za Nindža kornjače pošto su ona najotporniji ljubitelji tih žderača pizza, Michelangela, Donatella, Raphaela i Leonarda. (Ovo neće biti koristan uvod u renesansnu umjetnost.) Ali film, iako je šašav, je znatno manje sladak od televizijske serije, te zapravo nije za mlađu publiku. I sam je neka vrsta mutanta, čudan spoj eksploatacijskog borilačkog filma i igrano-filmskog crtića. | ” |
| — Janet Maslin, | |   |

| „              | Ali ovaj film nije niti izdaleka tako loš kao što je mogao biti, te je vjerojatno najbolji mogući film o nindžama kornjačama. | ” |
| — Roger Ebert, | |   |

| „             | Od tri igrana filma o nindžama kornjačama, ovaj je najbolji. Likovi su svježi, a pustolovine su odličan uvod u franšizu...Istina, dijalozi su šašavi za odrasle, ali ipak imaju veću kvalitetu od crtića. Ovaj film, i tri koja su ga slijedila, je mračniji od televizijske serije, te mu to daje i privlačnost za odrasle. Ipak, duh crtića je održan u ovom filmu, a borilačke sekvence su impresivne za tipove u odijelima kornjača. | ” |
| — Kevin Carr, | |   |

## Vanjske poveznice
- Nindža kornjače u internetskoj bazi filmova IMDb-a
- Nindža kornjače na Rotten Tomatoes
- Usporedba produžene i skraćene verzije filma
- Najbolja adaptacija crtane serije